# 隨煩惱
隨煩惱，佛教術語，共有二十種，所以也常稱二十隨煩惱，指的是一忿、二恨、三覆、四惱、五嫉、六慳、七誑、八諂、九憍、十害、十一無慚、十二無愧、十三惛沈、十四掉舉、十五不信、十六懈怠、十七放逸、十八失念、十九散亂、二十不正知。這是相對於六個主要的貪、嗔、癡、慢、疑、惡見的根本煩惱來說，因根本煩惱而引起的二十種伴隨而生的煩惱。所以也稱作隨惑、枝末惑。
但由於隨煩惱與根本煩惱同是煩惱的現行，有別於煩惱隨眠的沒有現行、屬於不粗重的、不猛利的、行相細微的性質。
隨眠煩惱比根本煩惱更難覺察。

## 概論
隨煩惱是指所有的染污行蘊心所，其中包括了隨眠。

## 隨煩惱的分類
它可分為三大類：

### 一、小隨煩惱
即忿、恨、惱、覆、誑；諂、憍、害、嫉、慳十種
- 忿
- 恨
- 惱
- 覆
- 誑
- 諂
- 憍
- 害
- 嫉
- 慳

### 二、中隨煩惱
即無慚及無愧二種；
- 無慚
- 無愧

### 三、大隨煩惱
即不信、懈怠、惛沉、掉舉、放逸、失念、散亂、不正知等八種。
- 不信
- 懈怠
- 惛沉
- 掉舉
- 放逸
- 失念
- 散亂
- 不正知

佛法修行中的解脫道，透過斷我見及斷我執的方法，滅除所有會導致生死的一切大小、粗細煩惱，達到解脫生死的涅槃境界，而取證阿羅漢果。